# Palpomyia tenuicrus
Palpomyia tenuicrus är en tvåvingeart som beskrevs av Jean-Jacques Kieffer 1917. Palpomyia tenuicrus ingår i släktet Palpomyia och familjen svidknott.
Artens utbredningsområde är Paraguay. Inga underarter finns listade i Catalogue of Life.